# شلالات وايلوا
توجد شلالات وايلوا (بالإنجليزية:Wailua Falls  ) بالقرب من ليهوي على جزيرة كاواي من جزر هاواي . يبلغ ارتفاع الشلالات نحو 57 متر ، وهو يغذي  نهر وايلوا بالماء . تظهر صورة شلال وايوا في مقدمة المسلسل التلفزيوني الأمريكي المسمى «فانتازي إيلند».

يمكن الوصول إلى قاع الشلال من علي ولكن الطرق قد تكون طينية منزلقة في بعض الأماكن  . أما الطريق من موقف السيارات إلى القاع فهو أقل انحدارا عن الطرق القصيرة القريبة . كان رجال هاواي في الماضي يقفزون من أعلى الشلال في الماء لإثبات شجاعتهم . ولا يزال بعض الشبان يقفزون من أعلى الشلال على الرغم من خطورته ويعتبر القفز الآن مخالفا للقانون.
البحيرة اسفل الشلال واسعة وكبيرة ومناسبة للسباحة ،إلا انه  توجد دوامات شديدة بالقرب من الشلال . توجد بالقرب من هذا المكان شلالات آخرى تسمى شلالات أوبايكا 'Opaeka'a Falls.

## اقرأ أيضا
- هاواي
- شلالات أوبايكا
- شلال لاتون

‌